# Piráti z Karibiku

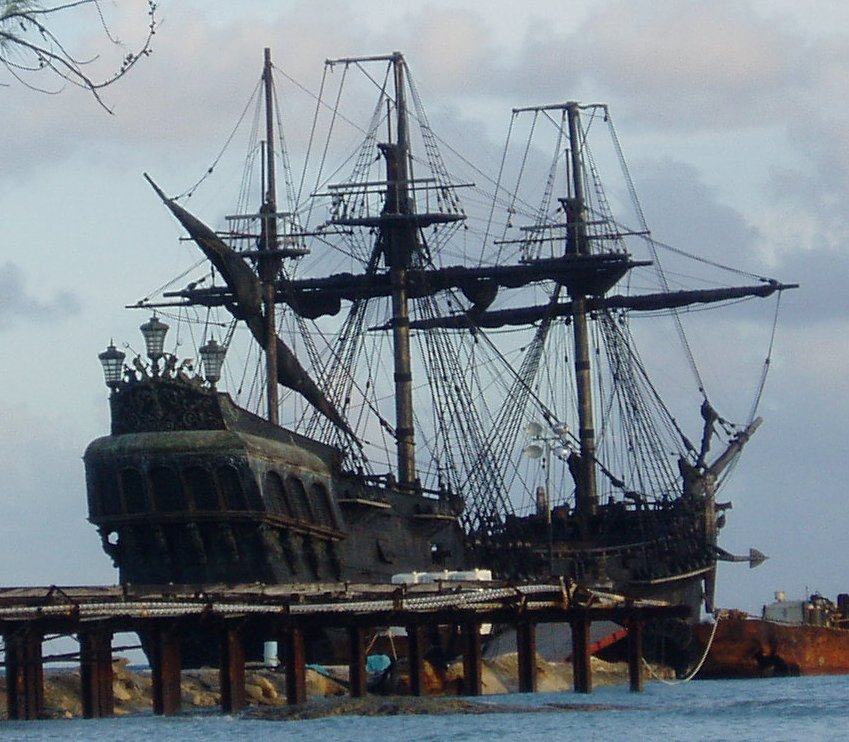
Ústřední loď příběhu Černá perla

Piráti z Karibiku je série dobrodružných fantasy filmů. První tři díly, tedy první trilogii režíroval Gore Verbinski a čtvrtý díl režíroval Rob Marshall. Poslední díl režírovali Joachim Rønning a Espen Sandberg.

## Postavy
Hlavní postavou je kapitán Jack Sparrow, kterého ztvárnil Johnny Depp. Mezi další postavy patří kapitán Hector Barbossa (Geoffrey Rush), Will Turner (Orlando Bloom), Elizabeth Swann (Keira Knightley), Joshamee Gibbs (Kevin McNally), Davy Jones (Bill Nighy), Jack the Monkey (opice), Tia Dalma (Naomie Harris), kapitán Salazar (Javier Bardem), Carina Smyth (Kaya Scodelario), Henry Turner (Brenton Thwaites), Scrum (Stephen Graham), Marty (Martin Klebba), James Norrington (Jack Davenport), Guvernér Swann (Jonathan Pryce), Cutler Beckett (Tom Hollander), Pintel (Lee Arenberg), Ragetti (Mackenzie Crook), Cotton (David Bailie), Černovous (Ian McShane), Angelica (Penelope Cruz)

## Jednotlivé díly série
- Piráti z Karibiku: Prokletí Černé perly (2003)
- Piráti z Karibiku: Truhla mrtvého muže (2006)
- Piráti z Karibiku: Na konci světa (2007)
- Piráti z Karibiku: Na vlnách podivna (2011)
- Piráti z Karibiku: Salazarova pomsta  (2017)